# Blästertjärnen (Ängersjö socken, Hälsingland)
Blästertjärnen är en sjö i Härjedalens kommun i Hälsingland och ingår i Ljusnans huvudavrinningsområde.